# إيمي دوجلاس
إيمي دوجلاس (بالإنجليزية: Amy Douglass)‏ هي ممثلة أمريكية، ولدت في 21 ديسمبر 1902 في مانسفيلد في الولايات المتحدة، وتوفيت في 5 مارس 1980 في لوس أنجلوس في الولايات المتحدة.

## وصلات خارجية
- إيمي دوجلاس على موقع IMDb (الإنجليزية)
- إيمي دوجلاس على موقع قاعدة بيانات برودواي على الإنترنت (الإنجليزية)
- إيمي دوجلاس على موقع قاعدة بيانات الفيلم (الإنجليزية)